# Jordi Cruyff
Jordi Cruijff o Jordi Cruyff (Amsterdam, 1974) és un exfutbolista i entrenador de futbol català-neerlandès. És fill del futbolista Johan Cruyff.

## Trajectòria
Malgrat haver nascut a Amsterdam, Jordi visqué els seus primers anys a Catalunya mentre el seu pare jugava al FC Barcelona. El 1981 retornà als Països Baixos on entrà a les categories inferiors de l'Ajax Amsterdam. El 1988, a l'edat de 14 anys retornà al Barça, coincidint amb el contracte del seu pare com a entrenador. El 1992 debutà amb el FC Barcelona B a Segona Divisió i dos anys més tard ingressà al primer equip, amb el qual debutà a primera divisió el 4 de setembre de 1994, amb un partit contra l'Sporting de Gijón. Amb el FC Barcelona va guanyar una Lliga i una Supercopa d'Espanya.
Va destacar per la seva velocitat i capacitat de lluita jugant a qualsevol de les posicions d'atac. Malgrat l'acceptable nivell que va demostrar durant els dos anys com a blaugrana, i que en aquell període va arribar a debutar amb la Selecció Neerlandesa, el 1996 es va veure obligat a abandonar el club català a causa de la sortida del seu pare Johan Cruyff com a entrenador.
L'agost de 1996 fou traspassat al Manchester United FC per 1,4 milions de lliures. Amb el club anglès guanyà dues lligues.
L'any 1999 va tornar a la lliga espanyola per a jugar al Celta de Vigo, cedit pel Manchester United.
Amb la carta de llibertat l'any 2000 fitxa pel Deportivo Alavés, on Jordi va recuperar el seu millor futbol, i a més fou finalista de la Copa de la UEFA l'any 2001. El 2003 deixa el Deportivo Alavés que acabava de baixar a la Segona Divisió i és contractat pel RCD Espanyol on només estaria una temporada en la qual va jugar 30 partits i va marcar 3 gols.
Entre 2004 i 2006, ja mig retirat a causa de les lesions entrenà amb el Barcelona B i disputà alguns partits de veterans.
La Temporada 2006-2007 torna a l'activitat al Metalurh Donetsk, de la primera divisió ucraïnesa, de la mà del seu amic i entrenador Àngel "Pichi" Alonso. El projecte no fructifica i el Metalurh acaba la lliga en novena posició i encara que Pichi Alonso abandona l'equip, Jordi continuarà una temporada més a les ordres de Co Adriaanse (i posteriorment Jos Daerden) reconvertit en defensa central.,
Paral·lelament, l'estiu del 2007 va presentar un projecte empresarial propi, la marca de roba Cruyff.
Després de dues temporades a Donetsk i un any inactiu, el juny de 2009 s'anuncia el seu contracte pel Valletta FC de la Premier League de Malta, club al qual arriba per compaginar el paper com a jugador amb el d'assistent del tècnic Tom Caanen.

## Entrenador
El 8 d'agost de 2018, Cruyff fou nomenat entrenador del Chongqing Dangdai Lifan de la superlliga xinesa. Va decidir no renovar el contracte, i deixar l'equip, al final de la temporada 2019.
El 3 de gener de 2020, Cruyff va arribar a un acord per ser el seleccionador de l'Equador. Fou presentat com a nou seleccionador equatorià en una gala en què hi va assistir fins i tot el president del país, Lenin Moreno. El 23 de juliol del 2020 va rescindir el contracte amb la Federació de Futbol de l'Equador.
El 14 d'agost del 2020 va fitxar com a entrenador pel Shenzen F.C. El 3 de juny del 2021 va rescindir el contracte.

## Càrrecs tècnics
El 3 de juny del 2021, el FC Barcelona va anunciar que incorporava Jordi Cruyff en l'organigrama de l'àrea de fútbol.

## Internacional
Ha estat internacional amb la Selecció Neerlandesa en nou ocasions, en les quals va marcar un gol. Guus Hiddink el va incloure al combinat neerlandès per disputar l'Eurocopa 1996.

## Selecció catalana
Va jugar 9 partits amb la selecció catalana i va marcar 2 gols des de 1995 fins a 2004, període en el qual Pichi Alonso va ser el seleccionador català.

## Palmarès
FC Barcelona
- Supercopa d'Espanya de futbol: 1
  - 1994

Manchester United
- Premiership Champions: 2
  - 1996-97, 1999-00
- Copa Intercontinental de futbol: 1
  - 1999
- Charity Shield: 2
  - 1996, 1997

Deportivo Alavés
- Copa de la UEFA
  - Finalista 2001